# Charitopes piceiventris
Charitopes piceiventris là một loài tò vò trong họ Ichneumonidae.